# Старий Остер
Старий Остер — права притока річки Остер, що протікає територією колишніх Козелецького і Носівського районів (Чернігівська область).

## Географія
Довжина — 16 км. Швидкість течії — 0,1. Русло річки (відмітки урізу води) у верхній течії (село Пилятин) знаходиться на висоті 109,3 м над рівнем моря. Річка є водоприймачем системи каналів.
Річка бере початок, відгалужуючи від русла Остра (який представлений магістральним каналом), що на південний схід від села Пилятин. Річка тече на південний захід. Впадає в річку Остер безпосередньо на південь від села Часнівці.
Русло шириною 10 м та шириною 1,5 м; частково випрямлено канал (каналізовано). До річки примикають системи каналів. На річці є ставки та озера. Біля витоків пересихає. Приток немає.
Заплава осередками зайнята заболоченими ділянками з луками та чагарниками, лісами.
Населені пункти на річці: Пилятин